# جری ریوه‌را
جری ریوه‌را (اسپانیایی: Jerry Rivera‎؛‏ زادهٔ ۳۱ ژوئیهٔ ۱۹۷۳) خواننده و موسیقی‌دان اهل پورتوریکو است. وی از سال ۱۹۸۸ میلادی تاکنون مشغول فعالیت بوده‌است.
از ترانه‌های مشهور او می‌توان به «دیوانهٔ عشق» و «هزار و یک مرتبه»، «می‌خواهم»، «فقط به تو فکر می‌کنم» اشاره کرد.
او یک مرتبه نیز، نامزدِ دریافتِ جایزه گرمی لاتین بوده است.